# Бричева
Бричева (рум. Briceva) — село в Дондюшанском районе Молдавии. Наряду с сёлами Тырново и Еленовка входит в состав коммуны Тырново.

## История
В прошлом — еврейская земледельческая колония. Основана в 1836 году 35 семействами на 289 десятинах земли (ещё 66 семейств были безземельны); в 1878 году — 36 хозяйств, всего в 1899 году — 301 семейство; в 1897 году — 1664 жителя, из которых 1598, или 96 %, были евреи; в 1930 году проживало 2431 евреев (88,9 % от всего населения).

## География
Село расположено на высоте 184 метра над уровнем моря.

## Население
По данным переписи населения 2004 года, в селе Бричева проживает 305 человек (140 мужчин, 165 женщин).
Этнический состав села:
| Национальность | Число жителей | Процентный состав |
| -------------- | ------------- | ----------------- |
| украинцы       | 186           | 60,98             |
| молдаване      | 102           | 33,44             |
| русские        | 16            | 5,25              |
| гагаузы        | 1             | 0,33              |
| Всего          | 305           | 100 %             |

## Известные уроженцы
- Гари Бертини (1927—2005) — израильский композитор и дирижёр. Сын К. А. Бертини.
- К. А. Бертини (1903—1995) — израильский поэт, публицист и переводчик.
- Бочачер, Марк Наумович (1896—1939) — советский литературовед, литературный критик, редактор.
- Трахтенброт, Борис Авраамович (1921—2016) — советский и израильский математик.